# انتفاضة بلخاب
كانت انتفاضة بلخاب تمرد قوم الهزارة في منطقة بلخاب، ولاية سربل، أفغانستان، ضد الطالبان. قادها مهدي مجاهد، وبدأت في 23 يونيو 2022 بعد أن استولت قوات مهدي مجاهد على منطقة بلخاب.
في البداية، لم تأخذ الطالبان مهدي مجاهد على محمل الجد عندما أعلن الحرب عليهم. بعد أن جمع مقاتليه وسيطر بسرعة على منطقة بلخاب مسقط رأسه، نشرت طالبان قوات وفاق عدد المهدي ومقاتليه على نطاق واسع.

## خلفية
بدأت التوترات بين طالبان ومهدي مجاهد، قائدهم الشيعي الوحيد، بعد استيلاء طالبان على أفغانستان عندما حاولت قيادتهم السيطرة بشكل أكبر على تعدين الفحم في بلخاب.
كان حد طالبان عندما بدأ ينتقدهم علنا بسبب معاملتهم للهزارة والمسلمين الشيعة الآخرين، وإغلاق مدارس الفتيات. أدى ذلك إلى عزل طالبان من منصب رئيس الاستخبارات في مقاطعة باميان.

## الانتفاضة
بعد طرده كرئيس للمخابرات، غادر مهدي مجاهد طالبان ثم أعلن الحرب عليهم. سرعان ما استولى مهدي مجاهد على منطقة بلخاب، وأزال حاكم منطقة طالبان واستبدله بهزارة شيعية من داخل قواته. بعد الاستيلاء على بلخاب، قال مهدي مجاهد إنه لا يمكن لأحد أن يأخذ المنطقة من الهزارة بالقوة. جمعت حركة طالبان في البداية ما يقدر بنحو 500 مقاتل وخططت للقبض على مهدي من اتجاهين، أحدهما قادم من منطقة دارا الصوفي بالا في مقاطعة سامانجان والآخر قادم من منطقة ياكاولانغ في مقاطعة باميان.
كما طلبت طالبان من أعضائها من الطائفة العرقية الأوزبكية في مقاطعتي جوزجان وفارياب بقيادة قاري صلاح الدين أيوبي توفير ما لا يقل عن 200 مقاتل للمساعدة في القبض على مهدي، لكنهم رفضوا.
في 13 يونيو 2022، سيطرت قوات مهدي مجاهد على منطقة بلخاب بأكملها.
انضم العديد من الأشخاص بما في ذلك المدنيين العاديين وقدامى المحاربين في القوات المسلحة الجيش جمهورية افغانستان الاسلامية ومقاتلي لواء فاطميون تحت قيادة مهدي.
تشير المصادر إلى أن داعش-خ كان يستخدم في بلخاب، وتم نشرهم في كوتال ريجي في منطقة بلخاب ونفذوا هجوما من المنطقة.
في 23 يونيو 2022، حاولت طالبان الاستيلاء على بلخاب، على الرغم من أنها فشلت حتى في دخولها بسبب المقاومة الشديدة. في تغريدة رسمية، قال سبغات أحمدي، المتحدث باسم NRF، إنه "اليوم في الساعة 7 صباحا، حاولت طالبان مهاجمة شعب بلخاب الشجاع والساعي إلى العدالة من طريق قم كوتال سانشاراك". وفقا للسكان المحليين، أرسلت طالبان قوات إلى بلخاب من اتجاهات مختلفة للقبض على مهدي مجاهد وهزيمة قواته. ذكر مهدي مجاهد أن قواته صدت هجومين من قبل طالبان في 23 يونيو وهجوم واحد في صباح يوم 24 يونيو وأنها قتلت كمية كبيرة من مقاتلي طالبان. أيد محمد محاقيق، وهو سياسي هزارة، مهدي وحذر طالبان من أن الهجوم على مهدي مجاهد "سيعني حربا مع الهزارة".
انخرط الجانبان في معارك في مناطق وادي دزدان ودوزدان دارا وقم كوتال وأب كلان، وتم الإبلاغ عن العشرات من الوفيات والإصابات، حيث تكبدت طالبان المزيد من الخسائر. ادعى مصدر مقرب من مهدي مجاهد أن قوات طالبان انسحبت من عدة جبهات بعد أن تغلبت عليها قوات مهدي.
في 25 يونيو، شنت طالبان غارة جوية على منزل مهدي مجاهد، على الرغم من أنه لم يصب أو يقتل هو أو عائلته.
في 3 يوليو، أعدمت طالبان تسعة من مقاتلي مهدي مجاهد الذين استسلموا. كما ارتكب مقاتلو طالبان فظائع ضد المدنيين في بلخاب. في 6 يوليو، نشرت طالبان ما يقرب من 8000 مقاتل وحاصرت كل منطقة بالخاب ومنعت أي شخص من المغادرة أو الدخول. قطعت طالبان أيضا جميع الإنترنت في بلخاب. حث مهدي مجاهد مقاتليه على عدم فقدان الأمل والقتال بقوة ضد طالبان.
انتقد كريم خليلي، وهو سياسي آخر في هزارة وزعيم حزب الوحدة، طالبان لمعاملتهم لمدنيي بلخاب. كتب أنه "في هذه الحرب، هناك علامات واضحة على ارتكاب جرائم ضد الإنسانية؛ تعرض المدنيون للهجوم بشكل مباشر ومتعمد، ونهبت منازل الناس وممتلكاتهم. بالإضافة إلى ذلك، تم قطع الاتصالات والشبكات في المنطقة وتم قطع طرق النقل لتوفير الغذاء للناس تماما."
في وقت ما في أوائل يوليو، استولت طالبان على قرية غولوارز بالقرب من بخلاب كجزء من حملتها ضد المتمردين. يقال إن طالبان ارتكبت العديد من جرائم الحرب ضد سكان الهزارة في الغالب طوال الحملة، مما تسبب في فرار اللاجئين إلى المقاطعات المجاورة.
انتهى الصراع بانتصار طالبان ووفاة مهدي مجاهد في بلدة كوهسان، بالقرب من الحدود الإيرانية.

## جرائم الحرب وانتهاكات حقوق الإنسان
في المناطق الريفية حول منطقة بلخاب، ارتكبت طالبان سلسلة من جرائم الحرب ضد سكان الهزارة الشيعة خلال النزاع. في 29 يونيو 2022، ذكرت اللجنة الأفغانية المستقلة لحقوق الإنسان أن طالبان أعدمت مدنيين وأسرى حرب، وأشعلت النار في منازل المدنيين، ونازحين، وقصفت البنية التحتية المدنية. صنفت اللجنة الأفغانية المستقلة لحقوق الإنسان تصرفات طالبان على أنها تشكل جرائم حرب. اعتبارا من 1 يوليو، تم تحديد هوية 23 مدنيا قتلتهم طالبان، وظل 29 مجهولي الهوية في 2 يوليو، قتلت طالبان 150 مدنيا وتعرض بعضهم للتعذيب. كما تم تشريد ما يقدر بنحو 27000 من السكان المحليين. أرسل آية الله السيستاني حوالي 1000 طرد من الطعام والاحتياجات الأساسية الأخرى إلى الهزارة النازحين، وأرسلت مؤسسة بابا مزاري حوالي 80 طردا.